# Михеев, Алексей Васильевич (писатель)
Алексе́й Васи́льевич Михе́ев (11 февраля 1953, Москва, РСФСР, СССР — 16 октября 2020) — российский писатель и литературный критик, журналист, главный редактор журнала «Иностранная литература» (июль 2005 — апрель 2008), член Общественного редакционного совета журнала. Член Литературной академии (жюри премии «Большая книга»).

## Биография

### Образование
- 1969—1974 гг. — студент экономического факультета МГУ им. Ломоносова (специальность «Экономическая кибернетика»).
- В 1983 г. окончил аспирантуру Института языкознания АН СССР. Кандидат филологических наук: в 1984-м защитил диссертацию на тему «Психолингвистическое исследование семантических отношений (на материале слов-цветообозначений)» по специальности «Общее языкознание: психолингвистика» (научный руководитель — Р. М. Фрумкина).

### Карьера
- 1978—1981 гг. — старший научный сотрудник НИИ культуры Министерства культуры РСФСР.
- 1982—1995 гг. — младший научный сотрудник, старший научный сотрудник Института языкознания АН СССР (РАН).
- 1992—1994 гг. — преподавал в РГГУ.
- 1994—1995 гг. — ведущий литературной программы «Лит-парад» на радиостанции «Эхо Москвы».
- 1995—2002 гг. — зав. отделом критики и публицистики, ответственный секретарь в журнале «Иностранная литература».
- 1998—2002 гг. — ведущий рубрик «ИЛлюминатор: для Интеллектуально Любопытных» в газете «Время МН» и «Круг чтения» в газете «Время новостей».
- 2002—2005 гг. — руководитель направления художественной литературы в издательстве «Росмэн».
- 2005—2008 гг. — главный редактор журнала «Иностранная литература».
- 2009—2019 гг. — главный редактор интернет-портала «Словари XXI века».
- С 2008 — ведущий авторской рубрики «Информация к размышлению. Non-fiction с Алексеем Михеевым» в журнале «Иностранная литература».
- С 2013 — член Экспертного совета премии «Большая книга».

## Награды
- 1998 год — специальный диплом Тургеневского фестиваля малой прозы (за интернет-издание «А. и Б. сидели на трубе: Перевод с советского»)[3].
- 2004 год — премия «Человек книги» (газета «Книжное обозрение») в номинации «Редактор».
- 2010 год — премия журнала «Октябрь» за лучший рассказ года («Он улетел», № 9, 2010).
- 2010 год — премия имени А. М. Зверева за авторскую рубрику «Информация к размышлению» в журнале «Иностранная литература».
- 2010 год — диплом австралийского фестиваля русскоязычной литературы «Антиподы» за сетевую книгу «НАНО/2010».
- 2015 год — диплом международного конкурса переводов поэзии Виславы Шимборской.